# Nukleofilní konjugovaná adice
Nukleofilní konjugovaná adice je druh organické reakce, zvláštní případ nukleofilní adice. Běžné nukleofilní adice probíhají většinou u karbonylových sloučenin. Jednodušší alkenové sloučeniny nevykazují 1,2-reaktivitu kvůli chybějící polaritě, pokud alkeny nejsou aktivovány zvláštními substituenty. U α,β-nenasycených karbonylových sloučenin jako je cyklohexenon lze z rezonančních struktur odvodit, že β pozice je elektrofilním místem, které může reagovat s nukleofilem. Záporný náboj je v těchto strukturách tvořen alkoxidovým aniontem. Taková nukleofilní adice se nazývá nukleofilní konjugovaná adice nebo 1,4-nukleofilní adice. Nejdůležitějšími aktivovanými alkenovými sloučeninami jsou výše zmíněné karbonylové sloučeniny a také akrylonitrily.

## Reakční mechanismus
Konjugovaná nukleofilní adice je vinylogním protějškem přímé nukleofilní adice. Nukleofil reaguje s α,β-nenasycenou karbonylovou sloučeninou na β pozici. Záporný náboj nukleofilu je nyní delokalizován v alkoxidovém aniontu a α uhlíkovém karboaniontu. Protonace probíhá přes keto-enol tautomerii k nasycené karbonylové sloučenině. Při vicinální difunkcionalizaci je proton nahrazen jiným elektrofilem.

## Reakce
- Konjugované karbonyly reagují se sekundárními aminy za vzniku 3-aminokarbonylových sloučenin (3-ketoaminů), například konjugovanou adicí methylaminu na cyklohexen-2-on vzniká 3-(N-methylamino)-cyklohexanon.
- Konjugované karbonyly reagují s kyanovodíkem za vzniku 1,4-ketonitrilů.
- Gilmanova činidla jsou účinnými nukleofily pro 1,4-adice na konjugované karbonyly
- Michaelova reakce zahrnuje adici enolátu na konjugované karbonylové sloučeniny.
- Storkova enaminová reakce zahrnuje adici enaminů na konjugované karbonylové sloučeniny.

## Přehled
Konjugovaná adice je užitečná pro tvorbu nových vazeb uhlík-uhlík za pomoci organokovových činidel, například reakcí organojodidů zinku s methylvinylketonem.
Příkladem asymetrické syntézy za použití konjugované nukleofilní adice je syntéza (R)-3-fenyl-cyklohexanonu z cyklohexenonu, kyseliny fenylborité a chirálního ligandu BINAP (katalyzátorem je acetylacetonát rhodia).
V dalším příkladu asymetrické syntézy nejprve α,β-nenasycená karbonylová sloučenina reaguje s chirálním imidazolidinonovým katalyzátorem a další chirální látkou za vzniku iminiové sloučeniny alkylimino-de-oxo-bisubstitucí; tato sloučenina následně enantioselektivně reaguje s furanovým nukleofilem, čímž se utvoří enamin, následuje kaskáda reakcí, při níž je odstraněn chlor z chlorovaného chinonu. Po odstranění aminového katalyzátoru je keton efektivně funkcionalizován.
Tento princip je také využíván při enantioselektivní vícesložkové dominové konjugované adici nukleofilních thiolů jako je benzylthiol na elektrofilní diethylazodikarboxylát.

## Toxikologie
Rozpustné Michaelovy akceptory jsou toxické, jelikož alkylují DNA konjugovanou adicí. Některé takto způsobené změny vyvolávají mutace, což má cytotoxické a karcinogenní účinky. S těmito látkami ovšem mohou rovněž reagovat glutathion a dimethylfumarát.